# Mercedes-Benz T80
Mercedes-Benz T80 este un vehicul cu șase roți construit de Mercedes-Benz, dezvoltat și proiectat de Ferdinand Porsche la sfârșitul anilor 1930. S-a intenționat să doboare recordul mondial de viteză pe uscat, dar nu a încercat niciodată, deoarece proiectul a fost depășit de izbucnirea celui de-al Doilea Război Mondial .

## Fundal
Proiectul de companie al pilotului german Hans Stuck, de renume mondial, a fost de a lua recordul mondial de viteză pe uscat și a convins Mercedes-Benz să construiască o mașină de curse specială pentru această încercare. Sprijinit oficial de Adolf Hitler (un fan de mașini de curse influențat de Stuck), proiectul a fost început în 1937. Designerul de automobile Ferdinand Porsche a vizat mai întâi o viteză de 550 km/h (342 mph), dar după LSR-ul de succes al lui George Eyston⁠(d) și John Cobb⁠(d). În anii 1938 și 1939, viteza țintă a fost crescută la 600 km/h (373 mph). Până la sfârșitul anului 1939, când proiectul a fost finalizat, viteza țintă a fost mult mai mare de 750 km/h (466 mph). Aceasta ar fi, de asemenea, prima încercare de a atinge recordul absolut de viteză pe uscat pe pământul german, Hitler a imaginat T80 ca un alt triumf propagandistic al superiorității tehnologice germane care să fie asistat de întreaga lume, prin amabilitatea televiziunii germane. sa dovedit deja ideal pentru doborârea recordurilor la clase de capacitate mai mică, Goldie Gardner din Marea Britanie depășind acolo 200 mph (322 km/h) într-un MG de 1.500 cmc.

## Putere
Uriașul V12 inversat Daimler-Benz DB 603 de 44,5 litri a fost selectat pentru a propulsa mașina care a stabilit recordul. Motorul era un derivat cu cilindree crescută a faimosului motor de avion DB-601 care alimenta avionul de luptă Messerschmitt Bf 109 aflat în producție la acea vreme, DB 603 ajungând ca cel mai mare motor de aviație V12 cu cilindree inversată din producție pentru Germania în timpul războiului mondial. 2 ani. DB-603 montat a fost doar al treilea prototip de motor (V3) al acestei variante și a reglat până la 3.000 CP (2.237 kW; 3.042 CP), aproximativ dublul puterii Bf 109 sau Supermarine Spitfire. Motorul a funcționat cu un amestec special de alcool metilic (63%), benzen (16%), etanol (12%), acetonă (4,4%), nitrobenzen (2,2%), avgas (2%) și eter (0,4%). ) cu injecție MW (metanol-apă) pentru răcirea încărcăturii și ca antidetonant.

## Construcție
Dificultatea provocării a fost întâmpinată cu bani și geniu ingineresc. Până în 1939, T80 a fost complet finalizat la un cost de 600.000 RM. Mașina avea o lungime de peste 8 m (26 ft), avea trei osii cu două dintre ele conduse, cântărea peste 2,7 tone metrice (trei tone scurte) și producea 3.000 CP (2.237 kW; 3.042 CP) împreună cu aerodinamica specialistului Josef. Mickl să atingă o viteză proiectată de 750 km/h (466 mph). Din punct de vedere aerodinamic, T80 a încorporat un cockpit închis proiectat de Porsche, capotă cu înclinare scăzută, aripi rotunjite și brațe de coadă alungite. La jumătatea caroseriei se aflau două aripi mici pentru a asigura forța aerodinamică și pentru a asigura stabilitatea - aceste aripi au fost inspirate de aripile lui Opel-RAK de la Fritz von Opel din 1928. Caroseria cu două cozi foarte raționalizate (care formează carenele pentru fiecare pereche de roți din spate tandem) a atins un coeficient de rezistență de 0,18, o cifră uimitor de scăzută pentru orice vehicul.

## Proiecții pentru încercarea de record de viteză pe uscat din 1940
Așa cum a fost planificat în mod ambițios, Hans Stuck ar fi condus T80 pe o porțiune specială a Reichsautobahn Berlin - Halle/Leipzig, care trecea la sud de Dessau (acum parte a modernului Autobahn A9) între ieșirile 11 și 12 ale autostrăzii moderne A9. , care avea 25 m (82 ft) lățime și aproape 10 km (6 mi) lungime, cu mediana pavată ca Dessauer Rennstrecke (hipodromul Dessau). Data a fost stabilită pentru „RekordWoche” (Săptămâna Recordurilor) din ianuarie 1940, dar războiul început la 1 septembrie 1939 a împiedicat rularea T80. În 1939, vehiculul fusese poreclit în mod neoficial Schwarzer Vogel (Pasărea neagră) de către Adolf Hitler și urma să fie pictat în culori naționaliste germane, complet cu vultur german și svastica nazistă, dar evenimentul a fost anulat și T80-ul a fost pus în garaj.

## Război și după război
Motorul avionului DB 603 a fost ulterior scos în timpul războiului, în timp ce vehiculul a fost mutat în siguranță și depozitare în Kärnten, Austria. T80 a supraviețuit războiului și în cele din urmă a fost mutat în Muzeul Mercedes-Benz din Stuttgart pentru a fi expus permanent.

## Statusul curent
T80 este în prezent expus la Muzeul Mercedes-Benz din Stuttgart-Bad Cannstatt.

## Date tehnice
- Greutate totală: 2.896 kilograme (6.380 lb)
- Putere: 3.000 cai putere (2.237 kW; 3.042 PS) la 3200 rpm [1]
- Motor: 44,5 litri (2.716 cu in)
- Roți: (6) 7 X 31
- Lungime: 8.128 metri (26.666 ft 8 in)
- Latime (corp fara aripi): 1.753 metri (5.751 ft 4 in)
- Latime (corp cu aripi): 3,20 metri (10 ft 6 in)
- Înălțime: 1.245 metri (4.084 ft 8 in)
- Coeficient de rezistență: 0,18
- Viteza: 373 MP/H

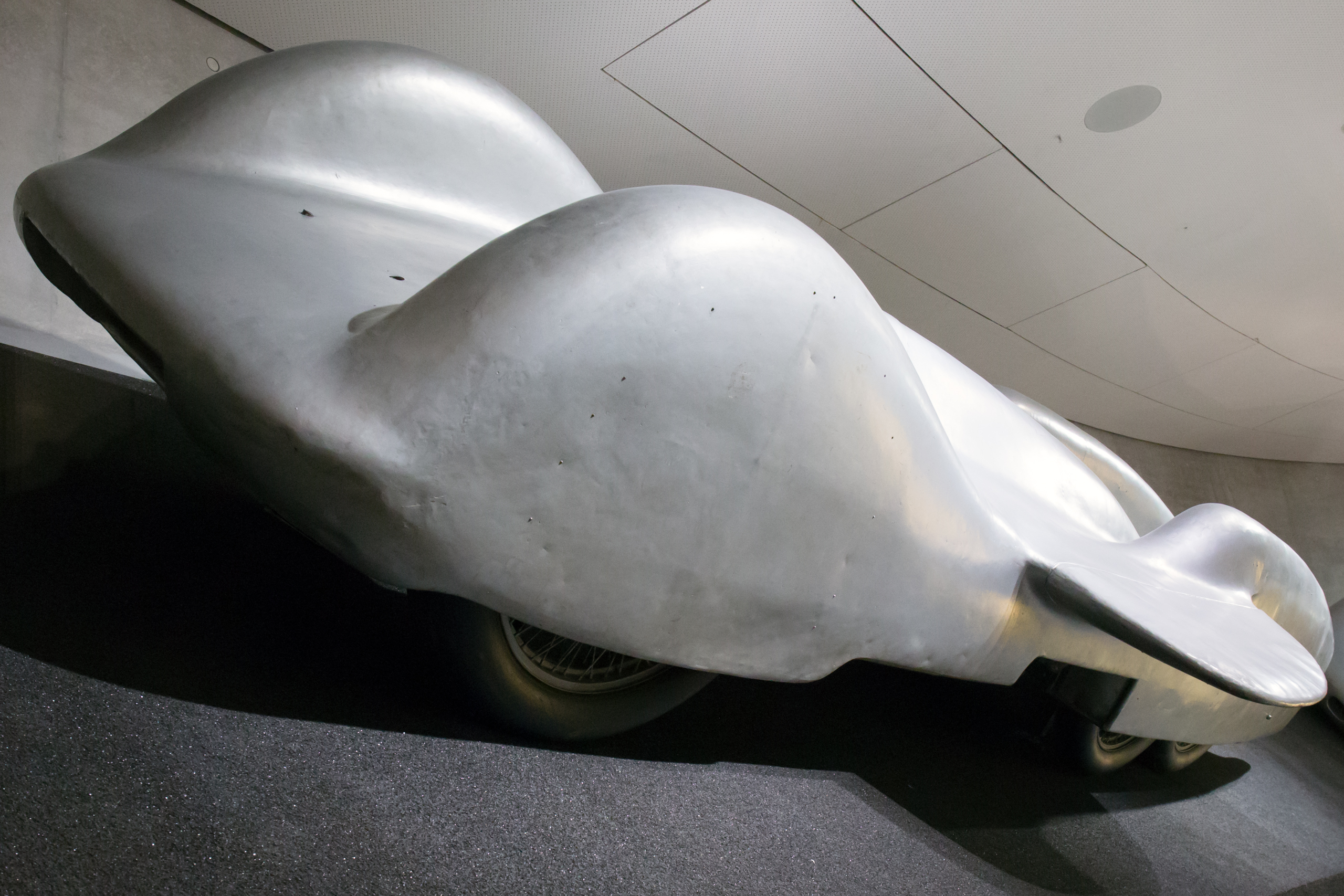
Vedere de jos
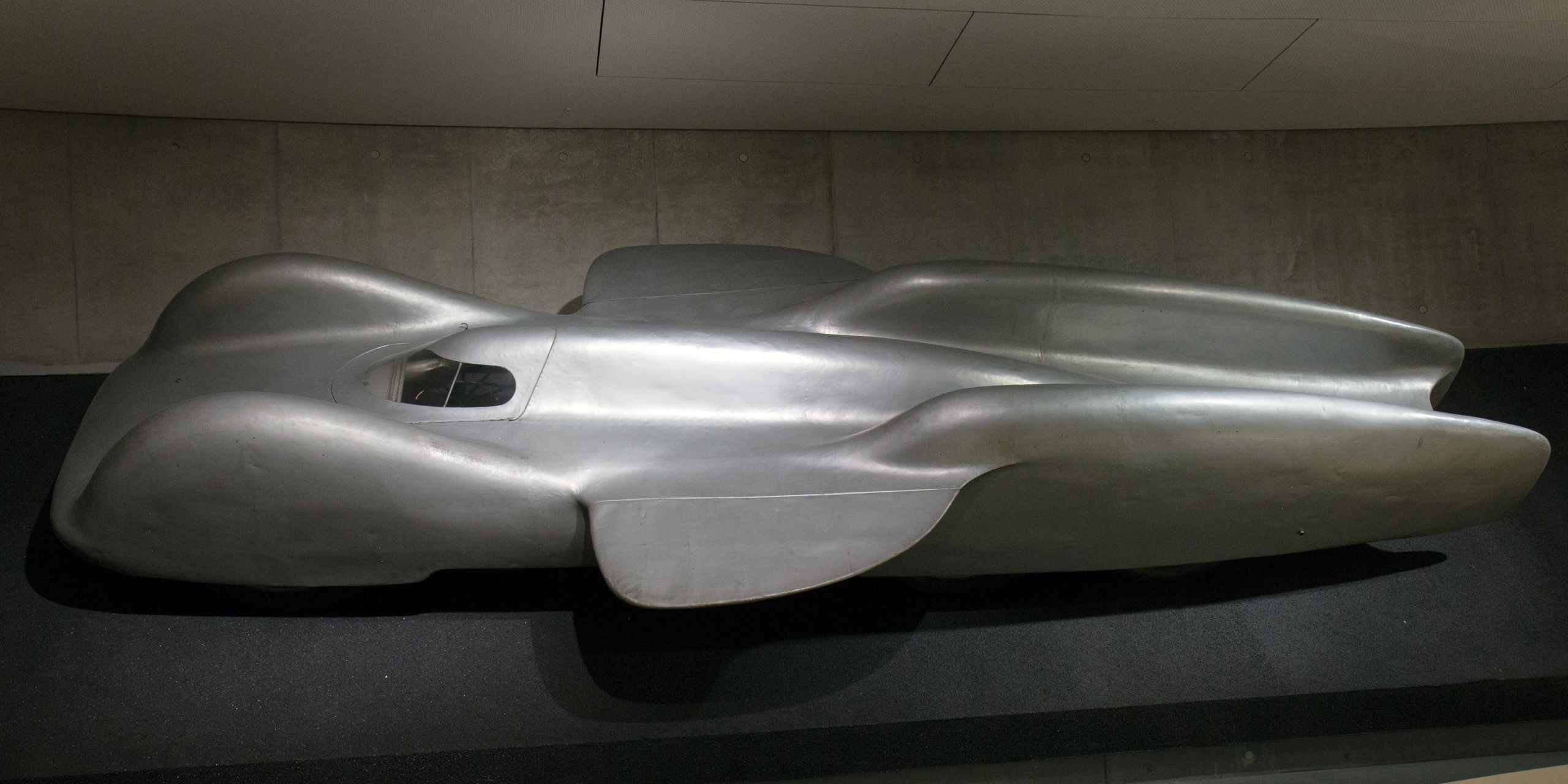
Vedere laterală
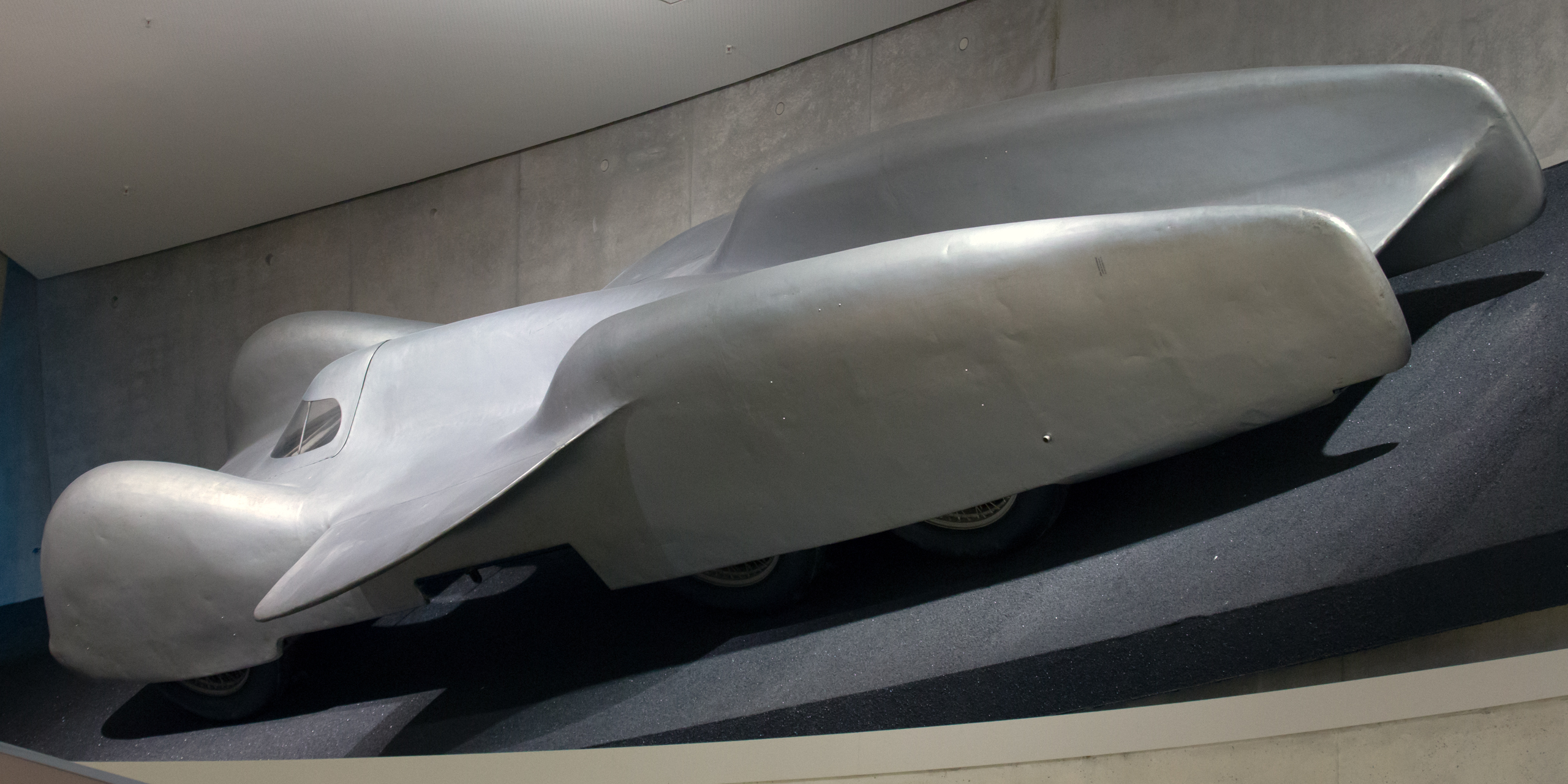
Vedere din spate

## Numele lui T80
- Nume oficial: 1939 Mercedes-Benz Weltrekordwagen T80
- Pseudonim: Mercedes-Benz T80